# Municipio de Franklin (condado de Ness)
El municipio de Franklin (en inglés: Franklin Township) es un municipio ubicado en el condado de Ness en el estado estadounidense de Kansas. En el año 2010 tenía una población de 112 habitantes y una densidad poblacional de 0,3 personas por km².

## Geografía
El municipio de Franklin se encuentra ubicado en las coordenadas 38°20′3″N 99°54′58″O / 38.33417, -99.91611. Según la Oficina del Censo de los Estados Unidos, el municipio tiene una superficie total de 371.91 km², de la cual 371,83 km² corresponden a tierra firme y (0,02 %) 0,07 km² es agua.

## Demografía
Según el censo de 2010, había 112 personas residiendo en el municipio de Franklin. La densidad de población era de 0,3 hab./km². De los 112 habitantes, el municipio de Franklin estaba compuesto por el 93,75 % blancos, el 5,36 % eran de otras razas y el 0,89 % eran de una mezcla de razas. Del total de la población el 3,57 % eran hispanos o latinos de cualquier raza.